# Слідчий
Відповідно до ст.  3 Кримінального процесуального кодексу України   слідчий –  службова особа органу  Національної поліції, органів безпеки,  Державного бюро розслідувань, Бюро економічної безпеки України, Головного підрозділу детективів, підрозділу детективів, відділу детективів, підрозділу внутрішнього контролю Національного антикорупційного бюро України, уповноважена в межах компетенції, передбаченої цим Кодексом, здійснювати досудове розслідування кримінальних правопорушень.
Слідчий   – суб’єкт кримінального процесу, який як посадова особа правоохоронного органу, уповноваженого виконувати функцію розслідування, розпочав у межах передбаченої КПК компетенції і встановлених правил підслідності та здійснює в передбаченій процесуальній формі кримінальне провадження.  
Функція розслідування – одна з найбільш складних і багатогранних функцій кримінального процесу, при виконання якої слідчий, прокурор, детектив та орган, який уповноважений проваджувати дізнання щодо кримінальних проступків, відповідно до вимог кримінально-процесуального закону, здійснюють діяльність, спрямовану на збирання, дослідження, оцінку, перевірку та використання доказів, розкриття злочинів, установлення об’єктивної істини щодо фактичних обставин складу кримінального правопорушення та доведеності поза розумним сумним щодо суб’єктивної сторони досліджуваних подій, забезпечення правильного застосування закону, охорону прав і законних інтересів фізичних та юридичних осіб, забезпечення доказової основи та правових умов для здійснення правосуддя.
Досудове слідство – здійснювана у передбаченій законом процесуальній формі в рамках стадії досудового розслідування пізнавальна, правозастосовна та правоохоронна діяльність слідчого чи детектива, зміст якої полягає у збиранні, дослідженні, перевірці, оцінці та використанні доказів, запобігання та розкриття злочинів, провадженню слідчих, негласних слідчих (розшукових) та інших процесуальних дій, забезпечення правильного застосування закону для встановленні істини, забезпеченню прав і свобод людини та виконання завдань кримінального процесу і створення умов для здійснення справедливого правосуддя.
Підслідність кримінальних справ визначено у ст. 216 Кримінального процесуального кодексу України. 
Органами досудового слідства є слідчі Національної поліції, Державного бюро розслідувань  і органів безпеки, а також детективи Бюро економічної безпеки України та  Національного антикорупційного бюро України.
Бюро економічної безпеки України, згідно  Закону України від 28 січня 2021 року № 1150—IX "Про Бюро економічної безпеки України", має компетенцію - здійснення слідчої, оперативно-розшукової та аналітичної діяльності у сфері протидії економічним злочинам.
Слідчі органів безпеки провадить розслідування злочинів проти основ національної безпеки, миру, безпеки людства й міжнародного правопорядку, справи щодо контрабанди, терористичних актів та інших тяжких злочинів, визначених у законі.
Державне бюро розслідувань  є правоохоронним органом державної влади, яке виконує слідчу й оперативно-розшукову діяльність з метою запобігання, виявлення, припинення, розкриття та розслідування корупційних, військових  та інших злочинів, учинених державними службовцями, суддями та працівниками правоохоронних органів і зарахованих до його компетенції. 
Національне антикорупційне бюро України  – це державний  правоохоронний орган, на який покладається запобігання, виявлення, припинення, розслідування та розкриття корупційних правопорушень, зарахованих до його підслідності, а також запобігання вчиненню нових, протидія кримінальним корупційним правопорушенням, які вчинені вищими посадовими особами, уповноваженими на виконання функцій держави або місцевого самоврядування, та становлять загрозу національній безпеці.
Статус слідчого визначений в ст. 40 КПК України.

## Повноваженняслідчого
При провадженні досудового слідства всі рішення про спрямування слідства і про провадження слідчих дій слідчий приймає самостійно, за винятком випадків, коли законом передбачено одержання згоди від суду (судді) або прокурора, і несе повну відповідальність за їх законне і своєчасне проведення.
Слідчий, відповідно до ч. 2 ст. 40 Кримінального процесуального кодексу України, уповноважений:
1) починати досудове розслідування за наявності підстав, передбачених цим Кодексом;
2) проводити слідчі (розшукові) дії та негласні слідчі (розшукові) дії у випадках, встановлених цим Кодексом;
3) доручати проведення слідчих (розшукових) дій та негласних слідчих (розшукових) дій відповідним оперативним підрозділам;
5) звертатися за погодженням із прокурором до слідчого судді з клопотаннями про застосування заходів забезпечення кримінального провадження, проведення слідчих (розшукових) дій та негласних слідчих (розшукових) дій;
6) повідомляти за погодженням із прокурором особі про підозру;
7) за результатами розслідування складати обвинувальний акт, клопотання про застосування примусових заходів медичного або виховного характеру та подавати їх прокурору на затвердження;
8) приймати процесуальні рішення у випадках, передбачених законом, у тому числі щодо закриття кримінального провадження за наявності підстав, передбачених статтею 284 КПКУкраїни;
9) здійснювати інші повноваження, передбачені законом.
За чинним законом слідчий, здійснюючи свої повноваження, є самостійним у своїй процесуальній діяльності, втручання в яку осіб, що не мають на те законних повноважень, забороняється. Органи державної влади, органи місцевого самоврядування, підприємства, установи та організації, службові особи, інші фізичні особи зобов’язані виконувати законні вимоги та процесуальні рішення слідчого. Постанови слідчого, винесені відповідно до закону в кримінальній справі, яка перебуває в його провадженні, є обов'язковими для виконання всіма підприємствами, установами і організаціями, посадовими особами і громадянами.
Разом з тим, законодавець з метою розширення повноважень прокурора всупереч Основному Закону неправильно виклав зміст норми в ч. 2 ст. 36 КПК, де сказав, що «прокурор здійснює нагляд за додержанням законів під час проведення досудового розслідування у формі процесуального керівництва досудовим розслідуванням».  Слідчий за новим КПК не має ні процесуальної, ні фактичної самостійності для законної протидії цьому з метою об’єктивного відтворення при розслідувані злочинної події і повинен, всупереч своєму переконанню, під загрозою відповідальності, виконувати дії за наказом обвинувача – прокурора.
При проведенні різних слідчих дій слідчий вправі використовувати машинопис, звукозапис, стенографування, кінозйомку і відеозапис.

## Обов'язки слідчого
Слідчий зобов'язаний:
1. Дотримуватися вимог Конституції України, КПК та законів України під час досудового розслідування.
2. Забезпечувати повне, усебічне та неупереджене розслідування кримінальних правопорушень у межах установлених законом строків.
3. Виконувати доручення та вказівки прокурора, які надаються в письмовій формі.
4. Забезпечувати реалізацію в повному обсязі прав і законних інтересів усіх учасників кримінального провадження.
5. Не розголошувати відомості, що становлять державну чи іншу охоронювану законом таємницю, інформацію про приватне (особисте і сімейне) життя особи та інші відомості, здобуті при розслідуванні кримінальних правопорушень.
6. Не вчиняти будь-яких дій, що ганьблять звання слідчого і можуть викликати сумнів у його об'єктивності та неупередженості.
7. У разі наявності підстав, передбачених законом, заявляти самовідвід від участі в кримінальному провадженні.

## Особливості роботи слідчого
Слідчий — це процесуально незалежний і самостійний суб'єкт кримінального процесу.
Слідчий при здійсненні досудового слідства в кримінальному провадженні повинен керуватись тільки законом, виходити зі свого внутрішнього переконання, що ґрунтується на всебічному, повному та об'єктивному розгляді всіх обставин справи в їх сукупності. Слідчі незалежні від впливу та думки будь-яких органів державної влади, посадових осіб, громадських організацій, партій і рухів, колективів та угруповань, засобів масової інформації, окремих громадян. Проводячи розслідування, слідчий не повинен бути ні обвинувачем, ні захисником, він має бути дослідником та шукачем істини і представником судової влади зі всіма притаманними суддям гарантіями незалежності та самостійності.
Слідчий зобов'язаний повно й об'єктивно дослідити всі обставини справи, виявити як обвинувальні, так і виправдовувальні, а також обтяжуючі та пом'якшуючі вину обставини. Він зобов'язаний також оперативно та у встановлений законом строк розкрити злочин та викрити винних у його вчиненні. При розслідуванні справи слідчий зобов'язаний виявити причини й умови, що сприяли вчиненню злочину, і через відповідні органи вжити заходів до їх усунення.
При провадженні досудового слідства слідчий наділений широкими повноваженнями. Він самостійно приймає рішення про спрямування слідства та провадження відповідних слідчих дій , за винятком випадків, коли законом передбачено одержання санкції від прокурора чи постанови від судді. Водночас, процесуальна самостійність слідчого поєднується з його персональною відповідальністю за своєчасне і правильне розслідування справ, прийняття щодо них законних і обґрунтованих рішень.
Слідчий підлягає відводу, якщо він є: 1) потерпілим, свідком, цивільним позивачем, цивільним відповідачем або родичем кого-небудь з них, а також родичем обвинуваченого; 2) коли він брав участь у справі як експерт, спеціаліст, перекладач, захисник або представник інтересів потерпілого, цивільного позивача або цивільного відповідача; 3) коли він або його родичі зацікавлені в результатах справи; 4) за наявності інших обставин, які викликають сумнів у їх об'єктивності. За наявності зазначених обставин слідчий повинен заявити самовідвід, не чекаючи заяви про відвід. За цими підставами відвід слідчому може бути заявлений обвинуваченим, потерпілим і його представником, цивільним позивачем, цивільним відповідачем або їх представниками, захисником. Заява про відвід або самовідвід слідчого подається прокуророві, який розглядає і вирішує її протягом двадцяти чотирьох годин.
Слідчий процесуально самостійний, незалежний і підкоряється тільки закону. Водночас, ст. 40 КПК України так визначає : «Слідчий зобов’язаний виконувати доручення та вказівки прокурора, які надаються у письмовій формі. Невиконання слідчим законних вказівок та доручень прокурора, наданих у порядку, передбаченому цим Кодексом, тягне за собою передбачену законом відповідальність».
Пропонується надати слідчому статус недоторканності, встановити правило, що кримінальна справа відносно слідчого може бути порушена Генеральним Прокурором чи його заступником, або прокурором області. Притягнення до кримінальної відповідальності слідчого можливе тільки з дозволу Вищої ради правосуддя за поданням Генерального Прокурора чи його заступника, або прокурора області, узгодженим з Уповноваженим з прав людини Верховної Ради України
Строк досудового розслідування, згідно змін ст. 219 КПК України в 2023 році,  обчислюється з моменту повідомлення особі про підозру до дня звернення до суду з обвинувальним актом, клопотанням про застосування примусових заходів медичного або виховного характеру, клопотанням про звільнення особи від кримінальної відповідальності, клопотанням про закриття кримінального провадження або до дня ухвалення рішення про закриття кримінального провадження.  При цьому, з дня повідомлення особі про підозру досудове слідство повинно бути закінчене протягом двох місяців з дня повідомлення особі про підозру у вчиненні злочину.  Строк досудового розслідування може бути продовжений у порядку, передбаченому параграфом 4 глави 24 КПК України в цілому: до  шести місяців із дня повідомлення особі про підозру у вчиненні нетяжкого злочину; до  дванадцяти місяців із дня повідомлення особі про підозру у вчиненні тяжкого або особливо тяжкого злочину.
Якщо досудове розслідування злочину (досудове слідство) неможливо закінчити протягом двох місяців із дня повідомлення особі про підозру в учиненні злочину, воно може бути продовжене в порядку ст. ст. 295–296 КПК України:    до трьох місяців із дня повідомлення особі про підозру у вчиненні злочину - керівником окружної прокуратури, керівником обласної прокуратури або його першим заступником чи заступником, заступником Генерального прокурора;     до шести місяців із дня повідомлення особі про підозру у вчиненні нетяжкого злочину - слідчим суддею за клопотанням слідчого, погодженим з керівником обласної прокуратури або його першим заступником чи заступником, заступниками Генерального прокурора;   до дванадцяти місяців із дня повідомлення особі про підозру у вчиненні тяжкого або особливо тяжкого злочину - слідчим суддею за клопотанням слідчого, погодженим із Генеральним прокурором чи його заступниками.